# 蒲公英根

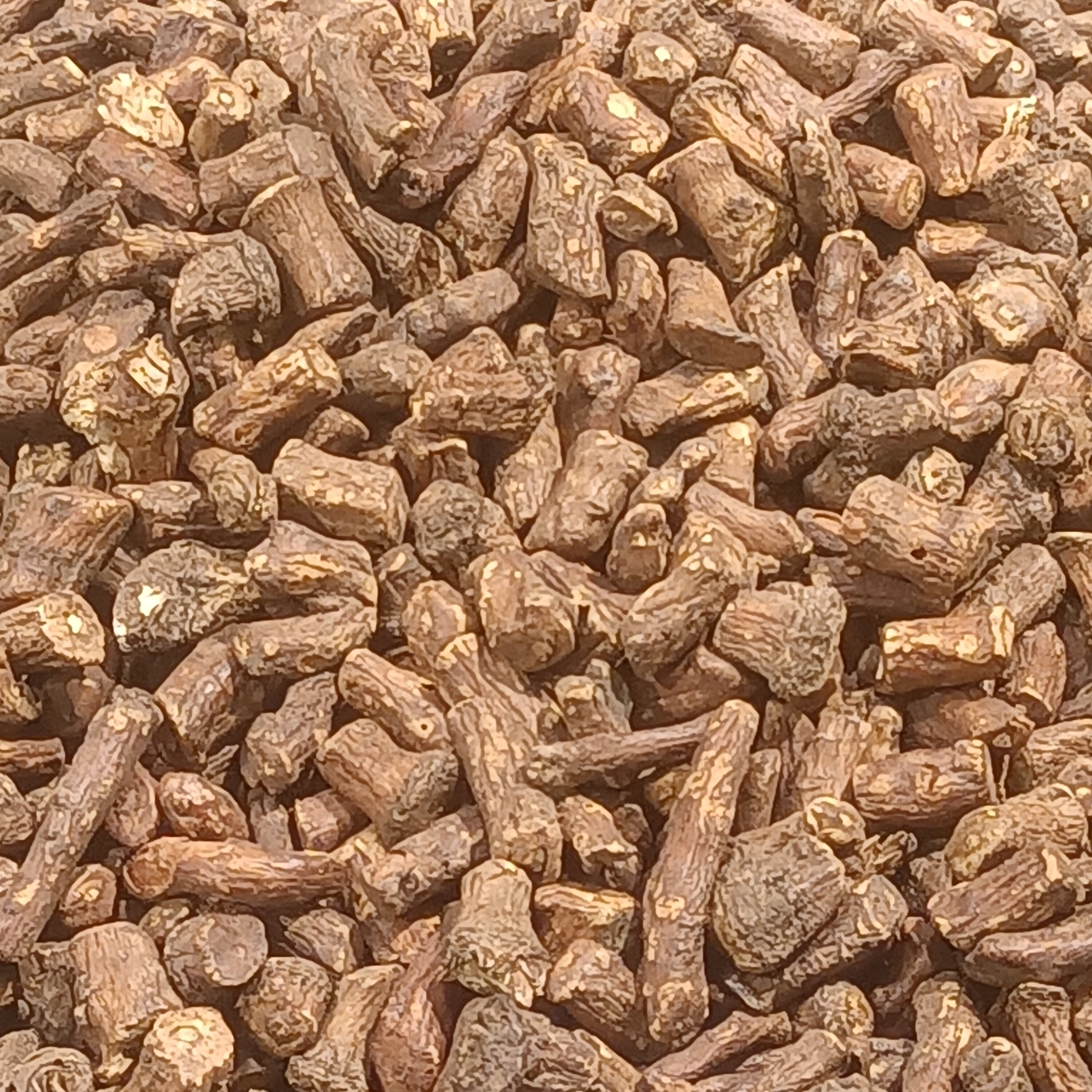
永辉超市售卖的蒲公英根粒，作为中草药或茶饮售卖

蒲公英根（英語：Dandelion root）是植物蒲公英的根，通常可以用做一味中草药，在加拿大是正式注册为利尿、解水肿的草药。烤乾磨成粉之后可以泡茶，据说在饭前喝过可以解胃助消化，在保健食品商店可以买到，但是没有科学证明这种作用。當作利尿劑，可清血和清肝及增加膽汁的產量，降低血清膽固醇和尿酸的含量，改善腎臟、胰臟、脾臟和胃部的功能。減輕更年期症狀、膿腫、貧血、癤、乳房的腫瘤、肝硬化、便秘、水腫、肝炎、黃疸和風濕病，有助於預防乳癌和老人斑。